# غلاديشية دولافية
غلاديشية دولافية (الاسم العلمي:Gleditsia delavayi) هي نوع نباتي يتبع جنس الغلاديشية من فصيلة البقولية سمي هذا النوع نسبةً إلى عالم النبات  الفرنسي جان ماري دولافي.	